# Körbersee
Körbersee är en sjö i Österrike.   Den ligger i distriktet Bregenz och förbundslandet Vorarlberg, i den västra delen av landet, 500 km väster om huvudstaden Wien. Körbersee ligger 1 657 meter över havet.
Trakten runt Körbersee består i huvudsak av gräsmarker. Runt Körbersee är det ganska tätbefolkat, med 52 invånare per kvadratkilometer.